# Руис, Хосе Карлос
Хосе Карлос Руис (исп. José Carlos Ruiz) (17 ноября 1936, Херес-де-Гарсия-Салинас, Сакатекас, Мексика) — мексиканский актёр театра и кино и мастер дубляжа, внёсший огромный вклад в историю мексиканского кинематографа, 138 ролей в кино и телесериалах.

## Биография
Родился 17 ноября 1936 года в Хересе (по другим сведениям в Мехико), когда его родители были на отдыхе. Спустя сорок дней после рождения, он вместе с родителями вернулся в Мехико. Он был старшим из четырех братьев и сестер: Алисии, Елены и Пончо. В 1946 году родители актёра трагически погибли и он остался круглым сиротой и уехал жить к бабушке по отцовской линии, судьба Алисии, Елены и Пончо после трагической гибели родителей неизвестны. В юности он работал разнорабочим в электроэнергетической компании, далее работал в мясной лавке, затем на кофейной фабрике, торговцем и декоратором интерьеров, пока не начал учиться актерскому мастерству в Институте изящных искусств. Свою карьеру актер начал в театре. В 1964 году он снялся в своём первом фильме. Всего актёр снялся в 138 работах в кино и телесериалах. Он стал характерным актером, получив шесть премий Ariel de Plata (пять премий оказались проигрышными), по одной премии ACE, Califa de Oro, Galadron a los Grandes и TVyNovelas (шесть премий оказались проигрышными). Также актёр работал в области дубляжа и озвучил ряд зарубежных актёров.
В последний раз актёр снялся в 2021 году.

## Личная жизнь
Хосе Карлос Руис в 1966 году женился на Аде Марине и та подарила ему четырёх детей, двое из которых пошли по стопам своего папы — Алехандро, Амаранта, Майра и Эрендида. Они подарили своему папе троих внуков: Адриана, Арантсу и Галу.